# Georg Leibbrandt
Georg Leibbrandt (5 de setembre de 1899 – 16 de juny de 1982, acadèmic i polític a l'Alemanya Nazi.

## Biografia
Leibbrandt va néixer a una família d'ètnia alemanya a Torosovo (també anomenada Hoffnungsfeld), prop d'Odessa al districte de Zebrikovo a Ucraïna. De ben jove emigrà a Alemanya per estudiar.
El 1918 estudià teologia a Alemanya, amb assignatures de filologia i història. El 1927 rebé el doctorat. Viatjà extensivament per la Unió Soviètica el 1926, 28 i 29. Durant les seves visites es presentà indistintament com a doctor en filosofia, estudiant de post-grau, professor d'història de la Universitat de Leipzig i com a empleat de l'Institut d'Estudis Alemanys (Deutsches Ausland Institute) de Stuttgart. Els propòsits reals de les seves visites eren estudiar la història del desenvolupament de les colònies alemanyes a la regió costanera del mar Negre i la recerca d'informació històrica. Com a resultat, publicà un llibre sobre el tema a Alemanya.
Leibbrandt també tenia talent pels idiomes i, gràcies a una beca Rockefeller li permeteren seguir els estudis a París i als Estats Units entre 1931 i 1933. Mentre que estava als Estats Units va mantenir el contacte amb els alemanys originaris de Rússia i que havien emigrat a Amèrica.

## El Partit Nazi
Leibbrandt acceptà una invitació d'Alfred Rosenberg el 1933 per tornar a Alemanya, unint-se al Partit Nazi. Va ser nomenat director de la Divisió Est de l'Oficina de Política Estrangera del NSDAP. Leibbrandt també s'encarregà de la propaganda anti-soviètica i anticomunista. Quan el 1941 s'inicià la invasió de la Unió Soviètica i es creà el Ministeri dels Territoris Orientals Ocupats, el Dr. Leibbrandt va ser l'escollit per Rosenberg per dirigir el Dpeartament Polític. Així, Leibbrandt esdevingué l'enllaç pers ucraïnesos, caucasians, russos i d'altres grups d'emigrats.
Leibbrandt i Alfred Meyer van assistir a la Conferència de Wannsee el 1942, representant al Ostministerium. L'estiu de 1943, per motius desconeguts, cessà dels seus deures al Ministeri i s'uní a la Kriegsmarine.

## La postguerra
Leibbrant va restar empresonat pels Aliats entre 1945 i maig de 1949. Va ser acusat amb estar involucrat amb l'Holocaust el gener de 1959 pel Landgericht de Nuremberg.
Al període de postguerra, tornà a Amèrica i tornà als seus estudis sobre els russos alemanys, contribuint com a expert a l'Associació d'Alemanys Russos (la Landsmannschaft der Deutschen aus Russland), fins a la seva mort a Bonn el 16 de juny de 1982.
A la pel·lícula del 2001 de HBO La Solució Final (Conspiracy), Leibbrandt va ser interpretat per Ewan Stewart.